# Sieds

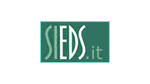
Logo

SIEDS (italienisch Società italiana di economia demografia e statistica; deutsch Italienische Gesellschaft für Ökonomie, Demografie und Statistik) ist eine kulturelle und wissenschaftliche Institution in Italien. Sie ist parteilich ungebunden und ohne politische Zugehörigkeit.
Ihr Ziel ist es, zur Weiterentwicklung ökonomischer, demografischer und statistischer Studien beizutragen, sowie die Herstellung aktiver Zusammenarbeit zwischen Sachverständigen dieser Bereiche und den Bereichen der sozialen Wissenschaften und menschlicher Verhaltensforschung zu fördern.